# Ba Ba Ti Ki Di Do
Ba Ba Ti Ki Di Do是Sigur Rós在2004年發行的一張EP。專輯中的歌曲是為Merce Cunningham的舞碼Split Sides所作，當時電台司令樂團也有參與配樂。
專輯的名字來自專輯中唯一的人聲，由Merce Cunningham錄製的「ba ba, ti ki, ba ba, di do。」在專輯的最後一首歌曲中可以聽到。
電台司令為Split Sides的後半部份製作音樂，但他們不打算發行這個部份。
如果將專輯中的三段音樂一起播放的話，聽起來就會是另一首歌曲。

## 歌曲列表
1. "Ba Ba" – 6:12
2. "Ti Ki" – 8:49
3. "Di Do" – 5:42

## 資料來源
1. 1 2  . sigur-ros.co.uk.   [2009-03-08]. （原始内容存档于2012-08-02）.
2. ↑  .   [2010-02-15]. （原始内容存档于2011-04-06）.